# Universidade de Hocaido
A Universidade Hocaido, ou Hokkaido (北海道大学, Hokkaidō daigaku), ou Hokudai (北大), é uma universidade nacional japonesa em Sapporo, Hocaido. Foi a quinta Universidade Imperial no Japão, que foram criadas para ser as melhores instituições de ensino superior ou de pesquisa do país. A Universidade de Hocaido é considerada uma das melhores universidades do Japão e foi classificada em 5º lugar no ranking "THE Japan University Rankings", da Times Higher Education. Também foi selecionada como uma universidade "Top Type" pelo Projeto Universitário Global Top do governo japonês. O campus principal está localizado no centro de Sapporo, ao norte da Estação de Sapporo, e se estende aproximadamente 2,4 quilômetros para o norte.

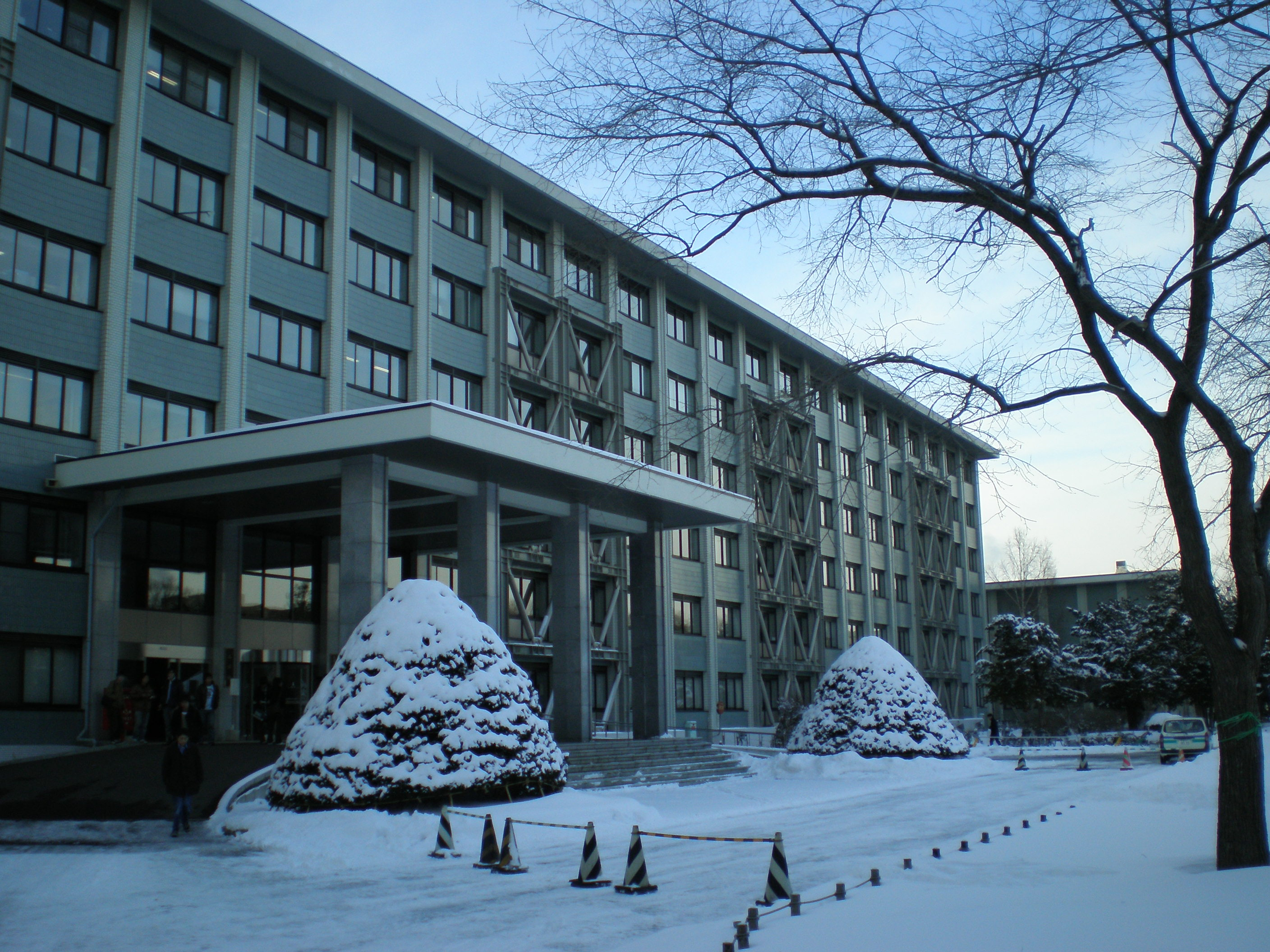
A faculdade de Engenharia da Universidade de Hocaido, durante o inverno.

Foi fundada em 1876, pelo professor norte-americano William S. Clark.